# Limbo of the Lost
Limbo of the Lost – gra przygodowa typu wskaż i kliknij wydana w 2007 roku. Fabuła opiera się na przygodach Benjamina Briggsa, kapitana statku „Mary Celeste”, który trafił do Twierdzy Zagubionych Dusz.
Gra została wycofana ze sprzedaży w czerwcu 2008 roku z powodu plagiatu materiałów z innych gier komputerowych takich jak np. seria The Elder Scrolls, Unreal czy też Thief: Deadly Shadows. W 2010 roku serwis UGO umieścił grę na liście „The 11 Weirdest Game Endings”.